# 维拉卡尔奇纳
维拉卡尔奇纳（義大利語：Villa Carcina），是意大利布雷西亚省的一个市镇。总面积14.41平方公里，人口10941人，人口密度759.3人/平方公里（2009年）。国家统计（ISTAT）代码为017199。